# Adam Przybecki
Adam Przybecki (ur. 3 grudnia 1948 w Szamotułach) – polski duchowny katolicki związany z archidiecezją poznańską. Profesor nauk teologicznych, specjalista w zakresie teologii pastoralnej, profesor Uniwersytetu im. Adama Mickiewicza w Poznaniu.

## Dane biograficzne
Egzamin dojrzałości zdał w III Liceum Ogólnokształcącym w Poznaniu w 1966 r.. Święcenia kapłańskie przyjął 25 maja 1972. Był wikariuszem w Kobylinie, w latach 1974-1988 duszpasterzem akademickim przy kościele św. Rocha w Poznaniu na Poligrodzie, w latach 1988–1992 proboszczem parafii pw. Wszystkich Świętych w Poznaniu. W latach 1983–1992 pełnił funkcję diecezjalnego duszpasterza akademickiego w Poznaniu.
Przez dwie kadencje (1984–1996) był członkiem Komisji Episkopatu ds. Duszpasterstwa Akademickiego. 
W latach 1992–1997 pracował w redakcji "Przewodnika Katolickiego", najpierw jako redaktor pomocniczy, a następnie (1996–1997) jako redaktor naczelny. W latach 2000–2002 był prodziekanem ds. studenckich i organizacji studiów Wydziału Teologicznego UAM. Prodziekan ds. kształcenia na kadencję 2008–2012 i 2012–2016.
Tytuł naukowy profesora nauk teologicznych (17 lutego 2015). 
Jest członkiem Poznańskiego Towarzystwa Przyjaciół Nauk oraz Polskiego Stowarzyszenia Pastoralistów. W kadencji 2011-2015 członek Komitetu Nauk Teologicznych Polskiej Akademii Nauk.

## Studia
Studia filozoficzno-teologiczne w Arcybiskupim Seminarium Duchownym w Poznaniu odbył w latach 1966–1972, studia specjalistyczne z zakresu teologii pastoralnej na Papieskim Wydziale Teologicznym w Poznaniu uwieńczone w 1983 roku pracą doktorską pt. Urzeczywistnianie się Kościoła w środowisku akademickim. Studium koncepcji duszpasterstwa studentów w Polsce. Stopień doktora habilitowanego nauk teologicznych w zakresie teologii praktycznej uzyskał na Papieskim Wydziale Teologicznym we Wrocławiu 6 kwietnia 2000 roku na podstawie rozprawy pt. Między poczuciem zagrożenia a potrzebą obecności. Koncepcja duszpasterstwa akademickiego w Polsce po przełomie 1989 roku.

## Działalność dydaktyczna
Od 1985 roku prowadził wykłady zlecone z teologii praktycznej na Papieskim Wydziale Teologicznym w Poznaniu, w latach 1989–1998 z teologii pastoralnej w Wyższym Seminarium Duchownym Towarzystwa Chrystusowego dla Polonii Zagranicznej w Poznaniu i w Wyższym Seminarium Duchownym oo. Karmelitów Bosych Prowincji Warszawskiej w Poznaniu (1993–1998). Od 1997 roku pracował jako adiunkt w Katedrze Teologii Pastoralnej Papieskiego Wydziału Teologicznego, od 1998 roku w Zakładzie Teologii Pastoralnej Wydziału Teologicznego UAM, od 1999–2012 był kierownikiem Studiów Podyplomowych na Wydziale Teologicznym UAM, 1 listopada 2000 został mianowany na stanowisko profesora nadzwyczajnego, od 1 października 2002 pełni funkcję kierownika Zakładu Teologii Pastoralnej na Wydziale Teologicznym UAM. W latach 2004–2012 był Kierownikiem Studium Doktoranckiego Wydziału Teologicznego UAM.

## Publikacje książkowe
- Urzeczywistnianie się Kościoła w środowisku akademickim. W poszukiwaniu koncepcji duszpasterstwa studentów w Polsce, Poznań 1986
- Po stronie nadziei. Notatki duszpasterza akademickiego z lat 1981-82, Poznań 1991
- Zawierzyć Słowu. Nad tekstami biblijnymi czytań niedzielnej Eucharystii, Poznań 1997
- Między poczuciem zagrożenia a potrzebą obecności. Koncepcja duszpasterstwa akademickiego w Polsce po przełomie 1989 roku, Poznań 1999
- Duszpasterstwo w Polsce. Poszukiwanie nowych form obecności, Poznań 2001
- Stać się Kościołem słowa, proroctwa i dialogu. Impulsy dla polskiego duszpasterstwa, Poznań 2013
- Quaestiones theologiae pastoralis disputatae. Polskie konteksty i inspiracje, Poznań 2015